# Dannevoux
Dannevoux ist eine französische Gemeinde mit 192 Einwohnern (Stand: 1. Januar 2022) im Département Meuse in der Region Grand Est (bis 2015 Lothringen). Sie gehört zum Arrondissement Verdun, zum Kanton Clermont-en-Argonne und zum Kommunalverband Le Val Dunois.

## Geographie
Dannevoux liegt im Südosten der Argonnen, etwa 18 Kilometer nordnordwestlich von Verdun. Die Maas (frz. Meuse) begrenzt die Gemeinde im Osten. Umgeben wird Dannevoux von den Nachbargemeinden Vilosnes-Haraumont im Norden, Sivry-sur-Meuse im Nordosten und Osten, Consenvoye im Südosten, Gercourt-et-Drillancourt im Süden, Septsarges im Südwesten und Süden sowie Brieulles-sur-Meuse im Westen und Nordwesten.

## Bevölkerungsentwicklung
| Jahr                       | 1962 | 1968 | 1975 | 1982 | 1990 | 1999 | 2006 | 2019 |
| Einwohner                  | 250  | 229  | 191  | 201  | 200  | 206  | 205  | 207  |
| Quellen: Cassini und INSEE |      |      |      |      |      |      |      |      |

## Sehenswürdigkeiten
- Kirche Saint-Hippolyte, ursprünglich aus dem 13. Jahrhundert, im Ersten Weltkrieg zerstört, 1925 wieder aufgebaut

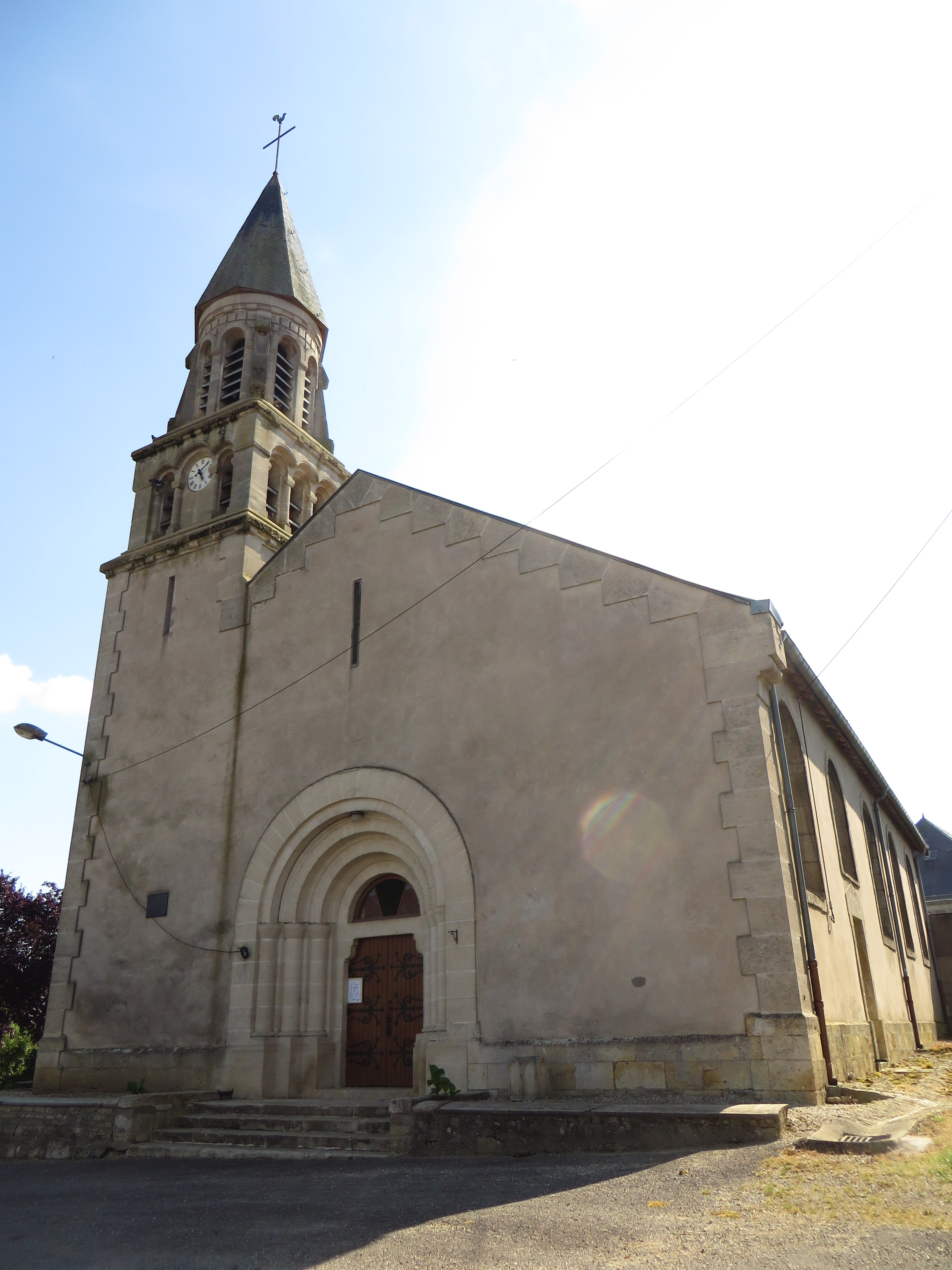
Kirche Saint-Hippolyte